# Jerinov Grič
Jerinov Grič – wieś w Słowenii, w gminie Vrhnika. W 2018 roku liczyła 86 mieszkańców.